# Flying in a Blue Dream
Flying in a Blue Dream es el tercer álbum del virtuoso guitarrista Joe Satriani, lanzado el 1 de octubre de 1989. En este disco, de más de una hora de duración, Satriani se atreve a nuevas composiciones y exploraciones musicales. Flying in a Blue Dream es, para muchos seguidores, uno de los mejores trabajos de Joe, junto a Surfing With the Alien y The Extremist.
Además, rompiendo la costumbre de solamente hacerse cargo de los instrumentos y por primera vez Satriani también canta en algunos de los 18 temas con los que cuenta el disco, su voz no es extraordinaria pero compensa eso con su gran habilidad en la guitarra, destacando esto especialmente en el tema "I Believe" en el cual ayudó el baterista Simon Phillips. Los temas tienen una estructura compleja y el álbum se destaca por la gran cantidad de efectos y trucos que él saca de su instrumento y los estilos con los que experimenta son el blues y el hard rock.
Todas las canciones del álbum fueron escritas y arregladas por Satriani y en la producción cuenta con el apoyo de John Cuniberti.

## Lista de canciones
1. "Flying In A Blue Dream" - 5:25
2. "The Mystical Potato Head Groove Thing" - 5:11
3. "Can't Slow Down" - 4:51
4. "Headless" - 1:31
5. "Strange" - 5:04
6. "I Believe" - 5:55
7. "One Big Rush" - 3:26
8. "Big Bad Moon" - 5:16
9. "The Feeling" - 0:52
10. "The Phone Call" - 3:02
11. "Day at The Beach" - 2:05
12. "Back to Shalla-Bal"
13. "Ride" - 5:00
14. "The Forgotten (Part 1)" - 1:13
15. "The Forgotten (Part 2)" - 5:10
16. "The Bells of Lal (Part 1)" - 1:20
17. "The Bells of Lal (Part 2)" - 4:10
18. "Into the Light" - 2:30

- Datos: Q1753349